# Теорема Штейнера — Понселе
Теорема Штейнера — Понселе — теорема из области геометрических построений, утверждающая, что любое построение, выполнимое на плоскости циркулем и линейкой, можно выполнить одной линейкой, если нарисована хотя бы одна окружность и отмечен её центр.

## Точная формулировка
Классическая формулировка условия теоремы требует внесения двух пояснений:
1. В некоторых задачах на построение требуется построить обладающую каким-то свойством окружность. В каком же смысле её можно построить одной линейкой? В теории построений одной линейкой принято считать, что окружность построена, если построен её центр и произвольная точка на ней.
2. Условие теоремы Штейнера — Понселе предполагает, что на плоскости отсутствуют какие-то дополнительные кривые, иначе наборы инструментов «циркуль + линейка» и «линейка + окружность + её центр» могут стать не равносильными. Например, если на плоскости нарисована парабола, то циркулем и линейкой можно разделить произвольный угол на три равные части; в то же время если на плоскости нарисованы парабола, окружность и её центр, то разделить на три равные части одной линейкой можно лишь некоторые (не все) углы.

## Существенность условий
Если на плоскости нарисована окружность, но не отмечен её центр, то одной линейкой можно выполнить многие, но не все построения. Например, можно построить касательную к этой окружности, но нельзя построить её центр.
Открытая проблема: описать, какие построения возможны, а какие невозможны, с помощью одной линейки, если на плоскости дана окружность и не дан её центр
Открытая проблема: на плоскости даны две не пересекающиеся окружности. Можно ли одной линейкой построить прямую, соединяющую их центры?
Если на плоскости не нарисована окружность, то спектр построений, которые можно выполнить одной линейкой, ещё более сужается — в частности, одной линейкой нельзя построить 4 точки, лежащие на одной окружности. Однако, одной линейкой можно выполнить некоторые нетривиальные построения, например:
- если даны 5 точек, лежащие на одной окружности (сама окружность не нарисована), одной линейкой можно построить шестую точку той же окружности;
- если на прямой даны три точки {\displaystyle A}, {\displaystyle B}, {\displaystyle C}, то можно одной линейкой построить такую точку {\displaystyle D} той же прямой, что {\displaystyle AC/BC=AD/BD}.

Открытая проблема: описать, какие построения с помощью одной линейки возможны.

## Усиления
Теорема Штейнера — Понселе остаётся верной, даже если дана не вся окружность, а лишь сколь угодно малая дуга её (и центр).
Если на плоскости даны две пересекающиеся либо касающиеся окружности, то одной линейкой можно выполнить любое построение, выполнимое циркулем и линейкой.
Если на плоскости даны 3 не пересекающиеся окружности, не принадлежащие одному пучку, то одной линейкой можно выполнить любое построение, выполнимое циркулем и линейкой.